# Microdon indicus
Microdon indicus är en tvåvingeart som först beskrevs av Carl Ludwig Doleschall 1857.  Microdon indicus ingår i släktet myrblomflugor, och familjen blomflugor. Inga underarter finns listade i Catalogue of Life.